# The Emperor
The Emperor ist der siebte Kurzfilm des Drehbuchautors, Produzenten und Regisseurs George Lucas und wurde 1967 während Lucas’ Assistenz von Seminarleiter Gene Peterson an der University of Southern California produziert.
Der Film, der auf 16-mm-Schwarzweißfilm gedreht wurde, behandelt auf informative, eigenwillige und pointierte Weise die Beziehung eines Disc Jockeys zu seinem Publikum. The Emperor ist ein Dokumentarfilm über einen Tag im Leben von Bob Hudson, ein erfolgreicher DJ von Südkalifornien, der sich selbst „Beautiful Bob“ und „The Emperor“ nannte. Lucas konzentrierte sich hauptsächlich auf die Diskrepanz zwischen der Vorstellung, die die jungen Zuhörer von Hudson hatten und der Realität seines etwas verbrauchten Aussehens.

## Handlung
The Emperor beginnt mit dem Schriftzug: „Radio ist Fantasie…“, einem Zitat von Hudson. Anschließend wird gezeigt, wie Hudson und zwei seiner Leibwächter in einem Rolls-Royce zur Sendeanstalt gefahren werden. Nachdem Hudson seine DJ-Tätigkeit aufgenommen hat, stellt Lucas sämtliche visuelle Darstellungen des Berufes vor. Die einprägsamen Erkennungsmelodien werden mithilfe von aufreizenden Mädchen vorgeführt, die den Text zusätzlich lippensynchron mitsprechen. Als Hudson neue Scheiben auflegt, werden auf den Straßen von Los Angeles die Stimmen von Fans und Kritiker eingeblendet. „Er ist echt super. Psychedelisch“, sagt eine Person. „Ich glaube, das ist ein dicker, fetter, alter Mann“, sagt eine andere.
Hudson erklärt, wie sich das Radio auf einsame Menschen auswirken kann. Zudem hört man, wie er einen Witz erzählt. In dem Moment, wo er zur Pointe kommt, wird der Film bereits nach der elften Minute für den Abspann unterbrochen. Der gesamte Film ist dabei fünfundzwanzig Minuten lang.
Nach dem Abspann tritt Bob selbst auf, der sich für gewöhnlich nur selten vor der Kamera präsentiert. Er behauptet, nicht gerne Leute zu treffen, und dass er es besser findet, wenn sich seine Fans ihr eigenes Bild von ihm machen. Abschließend erinnert Hudson an seine Aussage zu Anfang des Films: „Mein Ansatz beim Radio heißt Fantasie“, sagt er, während er seine Kopfhörer abnimmt.